# Fisherman's Friends (film)
Fisherman's Friends è un film del 2019 diretto da Chris Foggin, con sceneggiatura di Nick Moorcroft, Meg Leonard e Piers Ashworth.
Il film si configura come una commedia caratterizzata da sequenze musicali ed è ambientato in Cornovaglia, nel villaggio di Port Isaac. Al centro della vicenda, basata sulla reale storia del complesso folk Fisherman's Friends, è posto un gruppo di pescatori che si esibisce abitualmente per i residenti del proprio villaggio in canti tipici della tradizione marinaresca.

## Trama
Cornovaglia, Port Isaac. Le giornate di un gruppo di pescatori composto da anziani e giovani trascorrono con regolarità, tra piccole difficoltà, canti marinareschi e solidali bevute al pub. L'equilibrio del luogo viene turbato dall'arrivo di quattro manager dell'industria discografica, arroganti londinesi alla ricerca di un fine-settimana di divertimento per festeggiare l'addio al celibato di uno di loro. Dopo aver assistito a un'esibizione canora tenuta dal gruppo di pescatori per i residenti del villaggio, uno dei manager, Danny, subisce uno scherzo da parte dei colleghi e si ritrova solo a Port Isaac, costretto da una scommessa a ottenere un contratto discografico con il gruppo vocale. Tale situazione, inizialmente segnata da reciproca diffidenza e forte distacco, determinerà una profonda evoluzione in Danny, che in Cornovaglia scoprirà l'amore, conoscerà il senso di umanità proprio di una comunità coesa e riuscirà a valorizzare un'eredità musicale sulla quale nessuno avrebbe scommesso.

## Produzione e distribuzione
Il film, prodotto in Gran Bretagna da Fred Films e Powderkeg Pictures, è uscito per la prima volta nelle sale inglesi nel 2019. In Italia è apparso per la prima volta nei cinema il 23 novembre 2023, distribuito da Ahora! Film. L'edizione italiana è stata curata da Marco Pollini, con direzione del doppiaggio a cura di Tommaso Toffolutti. I dialoghi italiani sono stati curati dallo stesso Toffolutti e da Giovanni Margotto.
Nelle sale inglesi, il 19 agosto 2022, è stato distribuito Fisherman's Friends: One and All, sequel del film pubblicato nel 2019.

## Controversie
In seguito alla pubblicazione del film alcune polemiche sono state sollevate dall'attore Noel Clarke, che ha segnalato di essere stato escluso dai poster promozionali del film senza precise ragioni e ha lamentato, a tal proposito, la totale assenza di sostegno da parte degli altri membri del cast.